# Amanirena
Amanirena (también deletreado Amanirenas o Amanirenes) fue una kandake o reina nubia del Reino de Kush. Su nombre completo y título era Amnirense qore li kdwe li ("Ameniras, Qore y Kandake").
Reinó aproximadamente entre los años 40 a. C. a 10 a. C.. Fue una de las kandakes más famosas debido a su liderazgo de los ejércitos nubios contra los romanos en una guerra que duró cinco años, desde 27 a. C. hasta 22 a. C.. Después de una victoria inicial cuando los kushitas atacaron el Egipto romano, fueron expulsados de Egipto por Publio Petronio y los romanos establecieron una nueva frontera en Hiere Sycaminos (Maharraqa). Amanirena fue descrita como valiente y tuerta.
Inscripciones meroíticas dan a Amanirenas el título de qore, así como de kandake, sugiriendo que era una reina gobernante. Suele considerarse que es la reina llamada "Candace" en el relato de Estrabón de la guerra de Meroe contra el Imperio romano. Su nombre se asocia con los de Teriteqas y Akinidad. El esquema propuesto por primera vez por Hintze sugiere que el rey Teriteqas murió poco después del comienzo de la guerra. Le sucedió Akinidad (posiblemente el hijo de Teriteqas) que continuó la campaña con su madre Amanirena. Akinidad murió en Dakka hacia 24 a. C.

## Conflicto romano

### Las primeras batallas
Cuando Elio Galo, el prefecto o magistrado principal de Egipto, estaba ausente en una campaña en Arabia en el 24 a. C., los kushitas lanzaron un ataque contra Egipto. Amanirena y Akinidad derrotaron a las fuerzas romanas en Asuán y File, y expulsaron a los judíos de la isla de Elefantina. Regresaron a Kush con prisioneros y botín, incluyendo varias estatuas del emperador Augusto, la reina enterró una estatua saqueada de bronce del emperador debajo de la entrada de su palacio para que ella y todos los que iban y salían pudieran pisar la cabeza de su enemigo.

### Campaña nubia de Petronio
Los kushitas fueron expulsados de Asuán más tarde ese mismo año por Publio Petronio, que ahora ocupaba el cargo de prefecto romano en Egipto. Según un informe detallado hecho por Estrabón (17: 53-54), las tropas romanas avanzaron mucho en Kush, y finalmente llegaron a Napata. Aunque se retiraron nuevamente al norte dejaron atrás una guarnición en Qasr Ibrim (Primis), que se convirtió en la nueva frontera del Imperio romano. Los kushitas hicieron un intento renovado de apoderarse de Primis, pero Petronio se anticipó a este intento.
Después de este acontecimiento, las negociaciones comenzaron. Los meroitas enviaron mediadores a Augusto, que estaba entonces en Samos, y en el año 21/20 a. C. se concluyó un tratado de paz. Fue sorprendentemente favorable a los meroitas en el sentido de que la parte más al sur de una franja de treinta millas, incluida Primis, fue evacuada por los romanos y los meroitas quedaron exentos de pagar tributo al emperador. Por otra parte, los romanos siguieron ocupando el Dodecasqueno como una zona fronteriza militar, así que la frontera ahora se encontraba cerca de Hiere Sycaminos (Maharraqa).
Este arreglo continuó hasta el final del siglo III d. C., siendo las relaciones entre Meroe y el Egipto romano durante este tiempo generalmente pacíficas (Hintze 1978: 100). Sin embargo, el reino meroita había comenzado a desvanecerse como un poder importante desde el siglo I o II.